# Патрісія Міранда
Патрісія Норіко Міранда (англ. Patricia Noriko Miranda; нар. 11 червня 1979, Мантика, Каліфорнія) — американська борчиня вільного стилю, дворазова срібна та бронзова призерка чемпіонатів світу, дворазова чемпіонка та бронзова призерка Панамериканських чемпіонатів, чемпіонка Панамериканських ігор, дворазова володарка та бронзова призерка Кубків світу, бронзова призерка Олімпійських ігор. Перша жінка, що здобула олімпійську медаль в змаганнях з боротьби.

## Біографія
Боротьбою почала займатися з 1996 року в середній школі міста Саратога. Перших вагомих успіхів досягла, навчаючись у Стенфордському університеті. Після закінчення Стенфорду, Міранда була прийнята до школи права Єльського університету, але спортсменка відклала навчання там для підготовки до Олімпійських ігор. Вона переїхала в Центр олімпійської підготовки США в Колорадо-Спрінгс, штат Колорадо. Виступала за борцівський клуб «Дейв Шульц».
На літніх Олімпійських іграх 2004 вперше в історії проводились змагання з жіночої боротьби. Патрісія Міранда представляла збірну США в найлегшій ваговій категорії. На шляху до півфіналу вона виграла 3 поєдинки, але у сутичці за вихід до фіналу поступилася українці Ірині Мерлені. Поєдинок за бронзову нагороду в найлегшій вазі став першим за часом в історії жіночої боротьби на Олімпійських іграх. В ньому перемогла Патрісія Міранда і стала першою олімпійською медалісткою в змаганнях з боротьби серед жінок. Вона здолала француженку Анжелік Бертене.

## Виступи на Олімпіадах
| Змагання                    | Збірна | Вагова категорія | Місце  |
| --------------------------- | ------ | ---------------- | ------ |
| Літні Олімпійські ігри 2004 | США    | 48 кг            | Бронза |

## Виступи на Чемпіонатах світу
| Змагання                        | Збірна | Вагова категорія | Місце  |
| ------------------------------- | ------ | ---------------- | ------ |
| Чемпіонат світу з боротьби 2000 | США    | 51 кг            | Срібло |
| Чемпіонат світу з боротьби 2002 | США    | 48 кг            | 11     |
| Чемпіонат світу з боротьби 2003 | США    | 48 кг            | Срібло |
| Чемпіонат світу з боротьби 2006 | США    | 51 кг            | Бронза |

## Виступи на Панамериканських чемпіонатах
| Змагання                                   | Збірна | Вагова категорія | Місце  |
| ------------------------------------------ | ------ | ---------------- | ------ |
| Панамериканський чемпіонат з боротьби 2002 | США    | 51 кг            | Золото |
| Панамериканський чемпіонат з боротьби 2003 | США    | 48 кг            | Бронза |
| Панамериканський чемпіонат з боротьби 2008 | США    | 51 кг            | Золото |

## Виступи на Панамериканських іграх
| Змагання                  | Збірна | Вагова категорія | Місце  |
| ------------------------- | ------ | ---------------- | ------ |
| Панамериканські ігри 2003 | США    | 48 кг            | Золото |

## Виступи на Кубках світу
| Змагання                    | Збірна | Вагова категорія | Місце  |
| --------------------------- | ------ | ---------------- | ------ |
| Кубок світу з боротьби 2001 | США    | 51 кг            | 4      |
| Кубок світу з боротьби 2003 | США    | 48 кг            | Золото |
| Кубок світу з боротьби 2006 | США    | 51 кг            | Бронза |
| Кубок світу з боротьби 2007 | США    | 51 кг            | Золото |

## Виступи на інших змаганнях
| Змагання                                     | Збірна | Вагова категорія | Місце  |
| -------------------------------------------- | ------ | ---------------- | ------ |
| Міжнародний меморіал Дейва Шульца 2000       | США    | 51 кг            | Бронза |
| Міжнародний меморіал Дейва Шульца 2003       | США    | 48 кг            | Золото |
| Klippan Lady Open 2003                       | США    | 48 кг            | Бронза |
| Тестовий турнір FILA 2004                    | США    | 48 кг            | 5      |
| Відкритий чемпіонат Манітоби з боротьби 2004 | США    | 48 кг            | Золото |
| Міжнародний меморіал Дейва Шульца 2004       | США    | 48 кг            | Золото |
| Klippan Lady Open 2004                       | США    | 48 кг            | Золото |
| Міжнародний меморіал Дейва Шульца 2006       | США    | 51 кг            | Золото |
| Міжнародний меморіал Дейва Шульца 2007       | США    | 51 кг            | Золото |
| Міжнародний меморіал Дейва Шульца 2009       | США    | 51 кг            | Золото |
| Klippan Lady Open 2009                       | США    | 51 кг            | Бронза |